# Commissie voor de bescherming van de persoonlijke levenssfeer
De Commissie voor de bescherming van de persoonlijke levenssfeer (CBPL), beter bekend onder de benaming van Privacycommissie is een Belgische overheidsinstelling die toeziet op de bescherming van de privacy bij de verwerking van persoonsgegevens.
Op 25 mei 2018 werd, ten gevolge van de invoering van de Europese algemene verordening gegevensbescherming, de privacycommissie omgevormd tot de Gegevensbeschermingsautoriteit.

## Geschiedenis
De Commissie werd opgericht bij de wet van 8 december 1992 voor de bescherming van de persoonlijke levenssfeer ten opzichte van de verwerking van persoonsgegevens (de Privacywet) en werd verder gereglementeerd door het Koninklijk Besluit van 13 februari 2001 ter uitvoering van de wet van 8 december 1992 tot bescherming van de persoonlijke levenssfeer ten opzichte van de verwerking van persoonsgegevens en het Koninklijk Besluit van 17 december 2003 tot vaststelling van de nadere regels met betrekking tot de samenstelling en de werking van bepaalde sectorale comités opgericht binnen de Commissie voor de bescherming van de persoonlijke levenssfeer.
Sinds 1 januari 2004 is de Privacycommissie als onafhankelijk controleorgaan ingesteld bij de Kamer van volksvertegenwoordigers.
De Commissie zal op 25 mei 2018 worden opgevolgd door een nieuwe Gegevensbeschermingsautoriteit, opgericht in uitvoering van de wet van 3 december 2017 tot oprichting van de Gegevensbeschermingsautoriteit. Deze wet geeft uitvoering aan de algemene verordening gegevensbescherming, die de oprichting van een dergelijke autoriteit voorschrijft. De wet van 3 december 2017 heft de bepalingen van hoofdstuk VII en VIIbis uit de wet van 8 december 1992 op, die de oprichting en werking van de Commissie regelden.

## Taken
In de wet zijn de opdrachten van de CBPL omschreven: de Commissie 
- brengt advies uit aan de overheid over alle kwesties inzake de verwerking en bescherming van persoonsgegevens (art. 29)
- kan aanbevelingen richten aan de overheid of aan verwerkers van persoonsgegevens (art. 30)
- onderzoekt klachten inzake verwerking van persoonsgegevens, door betrokkenen, en treft een minnelijke schikking, of geeft advies over de gegrondheid van de klacht (art. 31).
- De Commissie kan een deskundige aanstellen, of zelf een onderzoek instellen, met gerechtelijke bevoegdheid (art. 32).

## Structuur

### Commissie
Sinds 1 januari 2004 is de Commissie als een onafhankelijk controleorgaan ingesteld.  De opdracht van de Commissie is erop toezien dat de privacy bij de verwerking van persoonsgegevens wordt geëerbiedigd.
Binnen de Commissie zijn sectorale comités ingesteld die toezicht uitoefenen over een specifieke sector.
De Commissie telt zestien leden waaronder een voorzitter, een ondervoorzitter, zes vaste leden en acht plaatsvervangende leden.
Alleen de voorzitter en ondervoorzitter hebben een voltijdse functie. De functie van voorzitter is voorbehouden aan een magistraat. De ondervoorzitter heeft steeds een andere landstaal als moedertaal dan de voorzitter.
Onder de leden moeten vier mensen zeker vertegenwoordigd zijn: een jurist, een informaticus en twee personen die beroepservaring hebben met het beheer van persoonsgegevens in respectievelijk de openbare en private sector.
Alle zestien commissieleden worden aangesteld voor een hernieuwbare periode van zes jaar. Ze zijn allen op een of andere manier deskundig in de bescherming van de persoonlijke levenssfeer en het beheer van persoonsgegevens.

### Secretariaat
De Commissie wordt bijgestaan door een secretariaat dat functioneert als administratie.
De wet vertrouwt de leiding van het secretariaat toe aan de voorzitter. De algemene leiding van de administratie werd toevertrouwd aan een administrateur. De administratie bestaat verder uit drie afdelingen, elk geleid door een afdelingshoofd.
- Algemeen bestuur : algemene leiding van de diensten en organisatie van de werkzaamheden van het secretariaat van de Commissie; vertegenwoordiging van het secretariaat; bijstand aan de voorzitter/ondervoorzitter.
- Staf van het voorzitterschap : de voorzitter en de ondervoorzitter worden bijgestaan door ambtenaren die rechtstreeks tot hun beschikking staan en die onder meer belast zijn met het secretariaat van de zittingen van de Commissie, het woordvoerderschap wordt waargenomen door de voorzitter.
- Afdeling Organisatie en Resources management : ondersteuning van de uitbouw van de organisatie van de managementdoelstellingen; ontwikkeling van het managementinstrumentarium; resources management.
- Afdeling Studie en Onderzoek : rechtskundige ondersteuning van de Commissie en sectorale comités; voorbereiding van de dossiers: adviezen, aanbevelingen, e.a.; deelname aan nationale en internationale werkzaamheden; tweedelijnsbehandeling van individuele dossiers; research; kennisondersteuning en documentatie.
- Afdeling Externe Betrekkingen : informatieverstrekking aan het publiek; het houden van de openbare registers; eerstelijnsbehandeling van klachten; eerstelijnsbehandeling van aanvragen indirecte toegang; eerstelijnscontrole; ondersteuning van de externe communicatie.

## Vlaamse Toezichtcommissie
Het Vlaams Parlement heeft op 17 december 2009 de leden voor de Vlaamse Toezichtcommissie voor het elektronische bestuurlijke gegevensverkeer (VTC) aangesteld. Sinds 2010 is de Vlaamse Toezichtcommissie operationeel. Drie van de zes effectieve leden zijn tegelijk lid van de federale Privacycommissie. De Commissie heeft gelijksoortige bevoegdheden als de federale Privacycommissie, maar dan op Vlaams niveau.